# Fort pomocniczy piechoty 50a „Lasówka”
Fort 50a Lasówka – zabytkowy fort Twierdzy Kraków. Był międzypolowym fortem pancernym. Powstał w 1899 r. Położony jest na południowym brzegu Wisły, przy ul. Golikówka w Krakowie. Należał do VII obszaru warownego Twierdzy Kraków. Jego projektantem był Emil Gołogórski.
Wyróżniał się szeregiem nietypowych rozwiązań między innymi wypełnieniem fos wodą z Wisły, nazywany był fortem wodnym.
Zadaniem fortu była obrona południowego brzegu Wisły, a dokładnie doliny rzeki, wałów oraz pobliskiej przeprawy na drugi brzeg. Udzielał wsparcia ogniowego fortowi 49 ½ a Mogiła leżącemu na drugim (północnym) brzegu rzeki.

## Historia fortu
W latach 1918–1919, w czasie przewrotu politycznego fort został zdewastowany, lecz później miał miejsce jego remont. W okresie międzywojennym pełnił przez krótki czas funkcje magazynowe, ale w wyniku dużego zawilgocenia stracił tę funkcję.
W czasie II wojny światowej ponownie użytkowany był jako magazyn. Po wojnie przekazany został władzom cywilnym.
Od lat 60. XX wieku miała miejsce dewastacja fortu. Gospodarująca obiektem spółdzielnia „Barwa” dobudowała magazyny, naruszając jego pierwotny kształt. W kolejnych latach fort dalej popadał w ruinę. W 2001 roku skradziono pancerne okiennice i oryginalną balustradę strzelecką. Na początku XXI w. przez 4 lata odbywały się tutaj nielegalne festiwale punkowe pod nazwą Prowizorka.